# 東藤枝山
東藤枝山，位於台灣高雄市桃源區寶山里藤枝部落東北側，峰頂海拔1,806公尺。該山峰地處荖濃溪支流寶來溪與馬里山溪的分水嶺上，立有三等三角點7205號。
東藤枝山位於藤枝國家森林遊樂區，山頂設有木造雙層觀景台，並有一等衛星控制點。
2006年，東藤枝山入選新版台灣小百岳。2017年，因所在之藤枝國家森林遊樂區遭遇颱風災情而造成道路崩壞，改為遊樂區外的藤枝山。:238